# Union de normalisation de la mécanique
L’Union de normalisation de la mécanique (UNM) est un bureau de normalisation sectoriel français chargé de la mécanique, du caoutchouc et du soudage.
Fondée en 1977, l'Union de Normalisation de la Mécanique est le bureau de normalisation sectoriel du système français de normalisation, dans le domaine de la mécanique et du caoutchouc, travaillant par délégation de l'AFNOR. Agréé par le Ministère chargé de l'Industrie, l'UNM a pour domaine de compétences les matériels produits et techniques relevant des industries mécaniques et transformatrices des métaux et des élastomères (à l'exclusion des pneumatiques), ainsi que le soudage et ses applications.